# Даниел Льобле
Даниел „Дани“ Льобле (на немски: Daniel Löble) е швейцарско-германски музикант, барабанист на групата Helloween.
Започва кариерата си като барабанист на Rawhead Rexx. По-късно е приет в Helloween, след като барабанистът Ули Куш напуска. Първият му албум, записан с тях, е Keeper of the Seven Keys - The Legacy.

## Дискография
с Rawhead Rexx
- Rebirth (2000)
- Rawhead Rexx (2002)
- Diary in Black (2004)

с Helloween
- Keeper of the Seven Keys: The Legacy (2005)
- Gambling with the Devil (2007)
- Unarmed (2010)
- 7 Sinners (2010)
- Straight out of Hell (2013)